# Lalić (Odžaci, Srbija)
Lalić (srp.: Лалић , svk. Laliť, mađ, Liliomos) je naselje u općini Odžaci u Zapadnobačkom okrugu u Vojvodini.

## Stanovništvo
U naselju Lalić živi 1.646 stanovnika, od toga 1.335 punoljetnih stanovnika, a prosječna starost stanovništva iznosi 41,6 godina (39,8 kod muškaraca i 43,3 kod žena). U naselju ima 667   domaćinstava, a prosječan broj članova po domaćinstvu je 2,47.
Prema popisu stanovništva iz 1991.godine u naselju je živjelo 1.699 stanovnika.
| Etnički sastav 2002. |            |        |
| Narod                | Stanovnika | %      |
| Slovaci              | 796        | 48,35% |
| Srbi                 | 702        | 42,64% |
| Rusini               | 27         | 1,64%  |
| Jugoslaveni          | 21         | 1,27%  |
| Romi                 | 15         | 0,91%  |
| Ukrajinci            | 12         | 0,72%  |
| Hrvati               | 4          | 0,24%  |
| Crnogorci            | 2          | 0,12%  |
| Mađari               | 2          | 0,12%  |
| ostali               | 4          | 0,24%  |
| nepoznato            | 2          | 0,12%  |

| broj stanovnika | 2365  | 2351  | 2351  | 2125  | 1859  | 1699  | 1646  |
|                 | 1948. | 1953. | 1961. | 1971. | 1981. | 1991. | 2001. |

## Galerija
| - Pravoslavna crkva - Evangelička crkva |

## Vanjske poveznice
- Karte, udaljenonosti, vremenska prognoza  Arhivirana inačica izvorne stranice od 5. ožujka 2007. (Wayback Machine)
- Satelitska snimka naselja  Arhivirana inačica izvorne stranice od 11. veljače 2021. (Wayback Machine)